# Sima

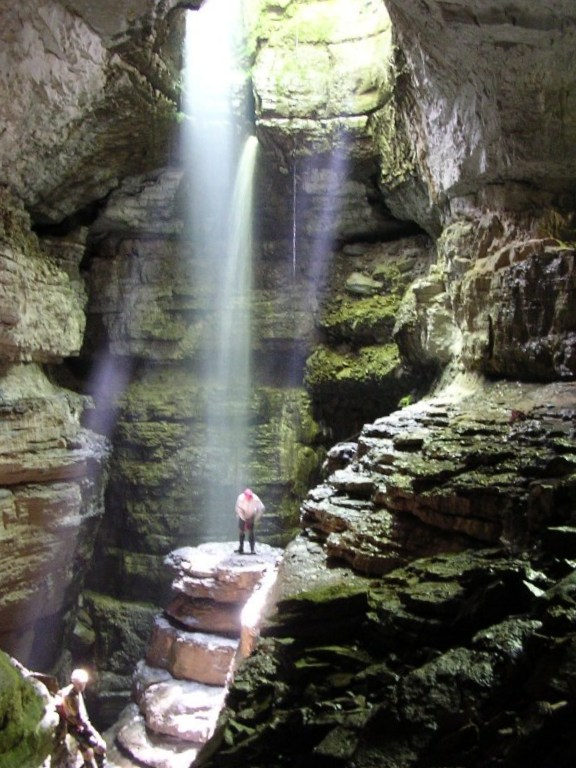
Sima.

Una sima es una cavidad, normalmente en roca calcárea, que se abre al exterior mediante un pozo, conducto vertical o en pronunciada pendiente, originada por un proceso erosivo kárstico o derrumbe del techo de una cavidad, por el que el agua se filtra o percola a niveles inferiores. Suele ser la degeneración de una dolina. Se puede decir que una sima es un punto bajo o el más bajo de un lugar.

### Europa
- Sima de Cabra
- Sima de San Pedro
- Sima de los Huesos

### América
- Sumidero de Popoca
- Sima de las Cotorras
- Sótano del Barro